# ピカデリーサーカス (ゲーム)
『ピカデリーサーカス』は、1976年に日本のコナミから稼働されたメダルゲーム筐体の名称。メダルを投入して当たる数字を予想するというルーレット式のゲームである。

## 仕様
- 寸法：幅580mm、奥行き400mm、高さ1,420mm
- 重量：43kg
- 消費電力：47w（AC100V、50/60Hz）
- メダル：25￠
- メダル収容量：約2,500枚